# Vjacseszlav Mihajlovics Molotov
Vjacseszlav Mihajlovics Molotov (oroszul: Вячеслав Михайлович Молотов; Kukarka, 1890. március 9. – Moszkva, 1986. november 8.) vezető szovjet politikus a sztálini diktatúra évtizedeiben, az 1920-as évektől az 1950-es évekig. A náci Németország és a Szovjetunió között kötött, Molotov–Ribbentrop-paktumként elhíresült megnemtámadási szerződést ő írta alá szovjet részről 1939-ben. Róla nevezték el a Molotov-koktél nevű, utcai harcokban használt fegyvert.

## Családja, ifjúkora
Oroszországban, a Kirovi területen, a ma Szovjetszknek nevezett Kukarka nevű faluban született Vjacseszlav Mihajlovics Szkrjabin néven, egy bolti alkalmazott fiaként. (Egyes források szerint rokona, unokaöccse volt Alekszandr Szkrjabin zeneszerzőnek.)
Kazanyban végezte a középiskolát és már 16 évesen, 1906-ban csatlakozott az Oroszországi Szociáldemokrata Munkáspárt bolsevik frakciójához. Álnévként vette fel a Molotov nevet: molot oroszul kalapácsot, pörölyt jelent. 1909-ben letartóztatták és két évet töltött száműzetésben Szibériában. 1911-ben beiratkozott a szentpétervári műszaki főiskolára, ugyanakkor csatlakozott a Pravda, az illegális bolsevik újság szerkesztőségéhez, amelyet ekkor Sztálin vezetett. 1913-ban megint letartóztatták és Irkutszkba deportálták, de 1915-ben megszökött és visszatért a fővárosba.

## Korai politikai karrierje
Molotov 1916 a bolsevik párt szentpétervári bizottságának tagja lett. Amikor 1917 februárjában kitört a forradalom, a kevés bolsevik vezető közt volt, akik ekkor a fővárosban tartózkodtak. Irányítása alatt a Pravda „balos” fordulatot vett, és a forradalom után alakult ideiglenes kormány heves baloldali ellenzéke lett. Amikor Sztálin visszaérkezett, ezt megváltoztatta, a később érkező Lenin azonban Sztálint bírálta felül és Molotovnak adott igazat. Ennek ellenére Molotov Sztálin protezsáltja és közeli munkatársa maradt, és ennek köszönhette későbbi emelkedését (és túlélését). Molotov a Szentpétervári Szovjet tagja lett, amely előkészítette az októberi kommunista forradalmat és hatalomátvételt.
1918-ban Ukrajnába küldték, az orosz polgárháborús frontra. A harcokban azonban, mivel nem volt katona, nem vett részt. 1920-ban az Ukrán Bolsevik Párt Központi Bizottságának titkára lett. Lenin 1921-ben Moszkvába hívta, ahol az össz-szovjet párt Központi Bizottság tagjának léptette elő, és megbízta a párt titkárságának vezetésével. 1922-ben Sztálin lett a Bolsevik Párt első titkára, Molotov pedig de facto a helyettese volt. Sztálin patronálásával 1926-ban tagja lett a legfelsőbb pártvezetésnek, a Politikai Bizottságnak is.

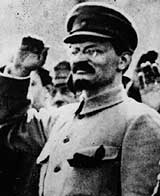
Trockij 1917 októberében

Miután Lenin 1924-ben meghalt, a hatalmi harcokban Molotov Sztálin támogatója volt riválisai, Trockij, Kamenyev, Zinovjev, majd végül Buharin ellen. A pártközpont sztálinista magjának vezető alakja lett Vorosilov, Kaganovics, Ordzsonikidze és Kirov mellett. Trockij és hívei, mint sokan mások, lebecsülték Molotovot. Trockij „a megszemélyesült középszerűségnek” nevezte, unalmassága azonban éles eszet és kiváló közigazgatási vezetői képességeket rejtett. Főleg a színfalak mögött dolgozott, a szürke bürokrata külsejét öltve magára: ő volt az egyetlen bolsevik csúcsvezető, aki mindig öltönyben és nyakkendőben jelent meg.

## A szovjet kormány élén

### Kollektivizálás, éhínség, iparosítás
Amikor 1930 decemberében Buharin szövetségesét, Alekszej Rikovot elmozdították a Népbiztosok Tanácsa (a szovjet kormány) éléről, a helyére Molotov került. Ezen a poszton Molotov felügyelte a sztálini rezsim legnagyobb szociális kísérletét, a mezőgazdaság kollektivizálását. Ezen a téren ő volt Sztálin zéró tolerancia elvének kivitelezője: a parasztok ellenállását a legnagyobb kegyetlenséggel elfojtották és eközben kulákoknak nevezett paraszttulajdonosok millióit deportálták munkatáborokba, ahol nagy részük meghalt. Ő írta alá az állami tulajdon védelméről szóló drákói szigorúságú törvényt azok ellen a parasztok (és gyakran gyerekek) ellen, akik az aratás után a földeken maradt gabonát gyűjtögették össze. (Az elsődleges büntetés halál volt.) Az akkori vezetés más tagjaival együtt személyes felelősség terheli az 1930-as évek első felében bekövetkezett nagy kiterjedésű éhínség kialakulásáért; egy ideig személyesen vezette Ukrajnában a Gabonabegyűjtési Bizottságot.

### A nagy tisztogatás
A következő válságot, a nagy tisztogatás Szergej Mironovics Kirov leningrádi pártvezető 1934 végi meggyilkolása után indult el (ami a legtöbb történész szerint Sztálin parancsára történt). A tömeges deportálás és kivégzések 1935-ben és 1936-ban egyre nagyobb méreteket öltöttek, és 1937-1938-ban érték el csúcspontjukat. A legtöbb régi bolsevik vezetőt árulás és kémkedés vádjával elítélték és kivégezték, és milliókat küldtek munkatáborokba. Bár a tisztogatást közvetlenül az állambiztonsági szervek legfelsőbb vezetői, Jagoda, Jezsov, majd Berija hajtották végre, Molotov is jelentős szerepet vállalt benne. Sztálin gyakran követelte tőle és más politikai bizottsági tagoktól, hogy írják alá a prominens párttagok halálos ítéleteit, és ezt mindig kérdés nélkül megtette (igaz, az akadékoskodás nem is volt tanácsos). Nincs olyan feljegyzés, amely arra utalna, hogy legalább mérsékelni próbálta volna a folyamatot, vagy megpróbált volna megmenteni valakit (pedig azért voltak olyan szovjet vezetők, akik ezt megtették).

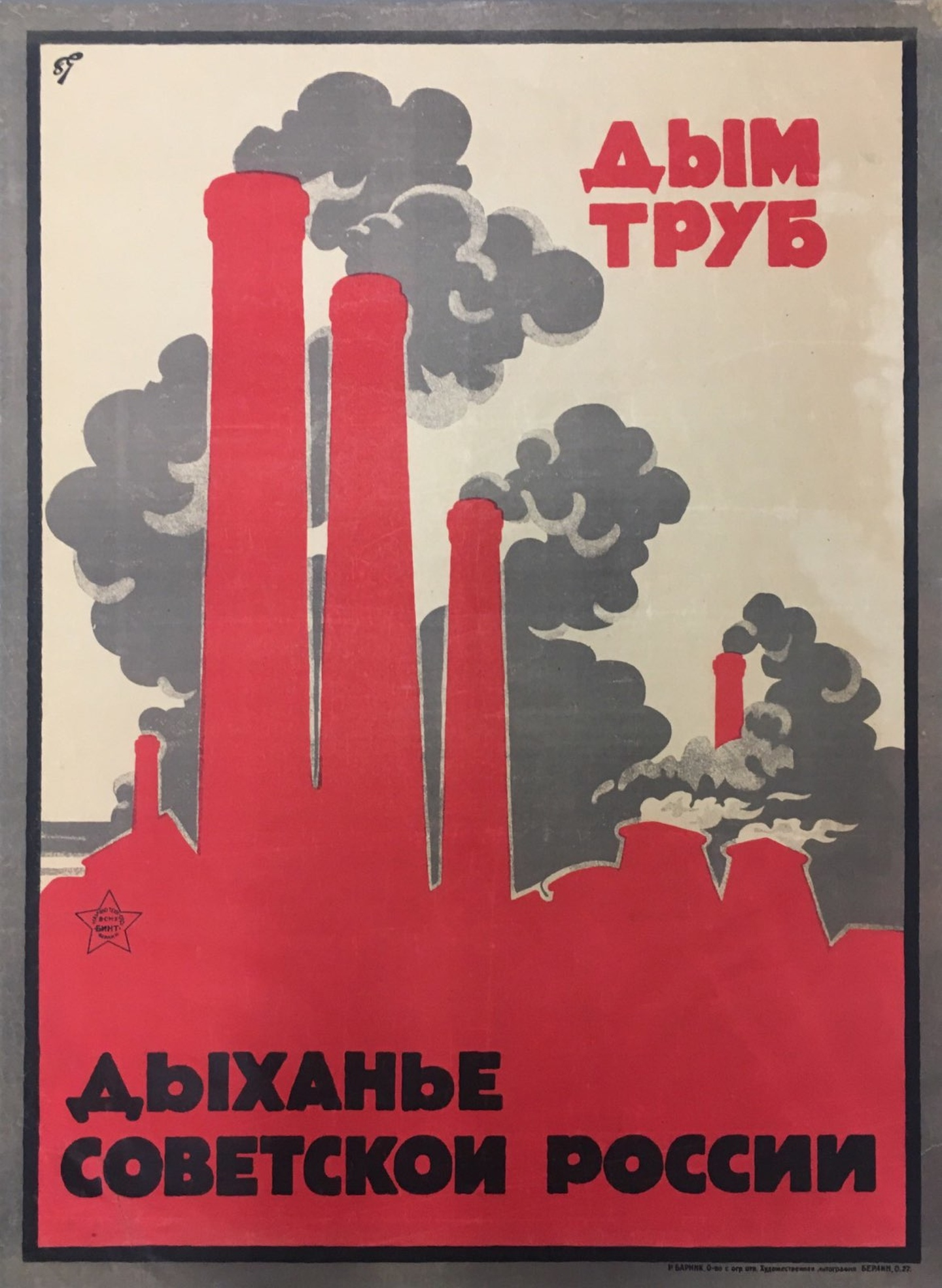
„A (gyár)kémények füstje – Szovjet-Oroszország lélegzete”, plakát

Az ipar terén a Szovjetunió Molotov miniszterelnöksége idején nagy fejlődésen ment keresztül. Adolf Hitler Németországának felemelkedése sürgetővé tette a hadiipar fejlesztését, és ezért elsősorban Molotov, illetve a területért felelős népbiztos, Lazar Kaganovics feleltek. A Szovjetunió végül óriásira duzzadt hadiipara révén győzhette le a németeket. A szovjet hadsereg kezdeti sikertelenségeiért és óriási veszteségeiért azonban személyesen Molotov is felelős volt. A tisztogatás elérte a hadsereg vezérkarát, a tisztek jelentős része áldozatul esett, és nagy részben a megfelelő vezetés hiánya okozta az 1941-es és 1942-es évek szovjet katonai katasztrófáit. A szovjet rendszer sohasem heverte ki azokat a károkat sem, amelyet a mezőgazdaság erőltetett kollektivizálása okozott Molotov irányítása alatt.
Molotov egyike volt annak a három személynek is (Kliment Jefremovics Vorosilov és Anasztasz Mikoján mellett), akik 1940 tavaszán aláírásukkal hagyták jóvá a katyńi vérengzést, a fogoly lengyel tisztek tízezreinek legyilkolását.
A tisztogatás után sokan tartották Molotovot Sztálin elsőszámú helyettesének, bár ő maga vigyázott rá, hogy ne bátorítsa ezeket a feltételezéseket. Az amerikai újságíró, John Gunther ezt írta 1938-ban. „Molotovnak finom homloka van, és úgy néz ki, úgy cselekszik, mint egy francia orvosprofesszor – rendezett, precíz, pedáns… Elsőrangú intelligenciájú és befolyású ember. Molotov vegetáriánus és nem iszik. Ő kapja Sztálintól a piszkos munka javát.”

### Feleségének deportálása
1948-ban Molotov feleségét, Polina Zsemcsuzsinát is elérte a tisztogatás, amiben jelentős szerepet játszhatott, hogy zsidó volt és még jelentősebbet, hogy kinek a családjához tartozott. Molotov reakciója annyi volt, hogy írt egy levelet Sztálinnak, amelyben mentegetőzött, hogy tartózkodott a szavazáskor, amikor feleségét kizárták a pártból. Sztálin utolsó éveiben Molotov folyton attól tarthatott, hogy őt magát is letartóztatják. Emlékezhetett arra az asszonyra is, aki húsz évet töltött a gulagon, csak azért, mert Buharin felesége volt – férjét pedig kivégezték. Még említeni sem merte a gulagra került saját feleségét, csak Sztálin halála után. Berija (nem sokkal azelőtt, hogy őt magát is kivégezték) elintézte, hogy az asszony kiszabaduljon.

## Külügyminiszterként
Az 1938-as müncheni egyezmény és Csehszlovákia ezt követő német bekebelezése után Sztálin úgy látta, hogy az appeasement („megbékélés”) politikáját hirdető nyugati hatalmakkal vagy a szovjetekkel hagyományosan ellenséges Lengyelországgal nem lehetséges a németek ellen közös biztonsági rendszert létrehozni. Ezért úgy döntött, célszerűbb inkább Hitlerrel szövetkezni, a németek figyelmét Lengyelország és a nyugat felé fordítva, miközben a Szovjetunió időt nyerhet a felkészülésre a németek elleni elkerülhetetlen háború előtt. 1939 májusában az orosz külügyminisztert, Makszim Litvinovot – aki zsidó volt, és ez okból nem a megfelelő személy a németekkel való tárgyalásokra – menesztették, és a helyére Molotovot nevezték ki. Emellett 1941 májusáig megőrizte miniszterelnöki pozíciót is, ekkor azonban Sztálin maga vette kezébe ez utóbbi posztot.
Hitler először elutasító volt a szovjet közeledéssel szemben, de augusztusban, miután elhatározta, hogy lerohanja Lengyelországot és ezzel megkockáztatja a nyugati hatalmak háborúba lépését, felhatalmazta külügyminiszterét, Joachim von Ribbentropot, hogy kezdjen komoly tárgyalásokba a szovjetekkel. Augusztus 18-án a két ország kereskedelmi egyezményt kötött, augusztus 22-én pedig Ribbentrop Moszkvába repült, hogy aláírja a megnemtámadási egyezményt. A szerződés Molotov–Ribbentrop-paktum néven ismert, bár a külügyminiszterek csak Sztálin, illetve Hitler akaratának végrehajtói voltak. A paktum legfontosabb része a titkos záradék volt, amelyben Németország és a Szovjetunió felosztotta egymás közt Lengyelországot és a balti államokat, egyúttal a németek tudomásul vették, hogy a Szovjetunió bekebelezi Besszarábiát, amely akkor Románia része volt (ma Moldova). Ezzel Hitler zöld utat kapott Lengyelország megtámadásához, és alig több mint egy héttel később, szeptember 1-jén a német csapatok meg is indultak.

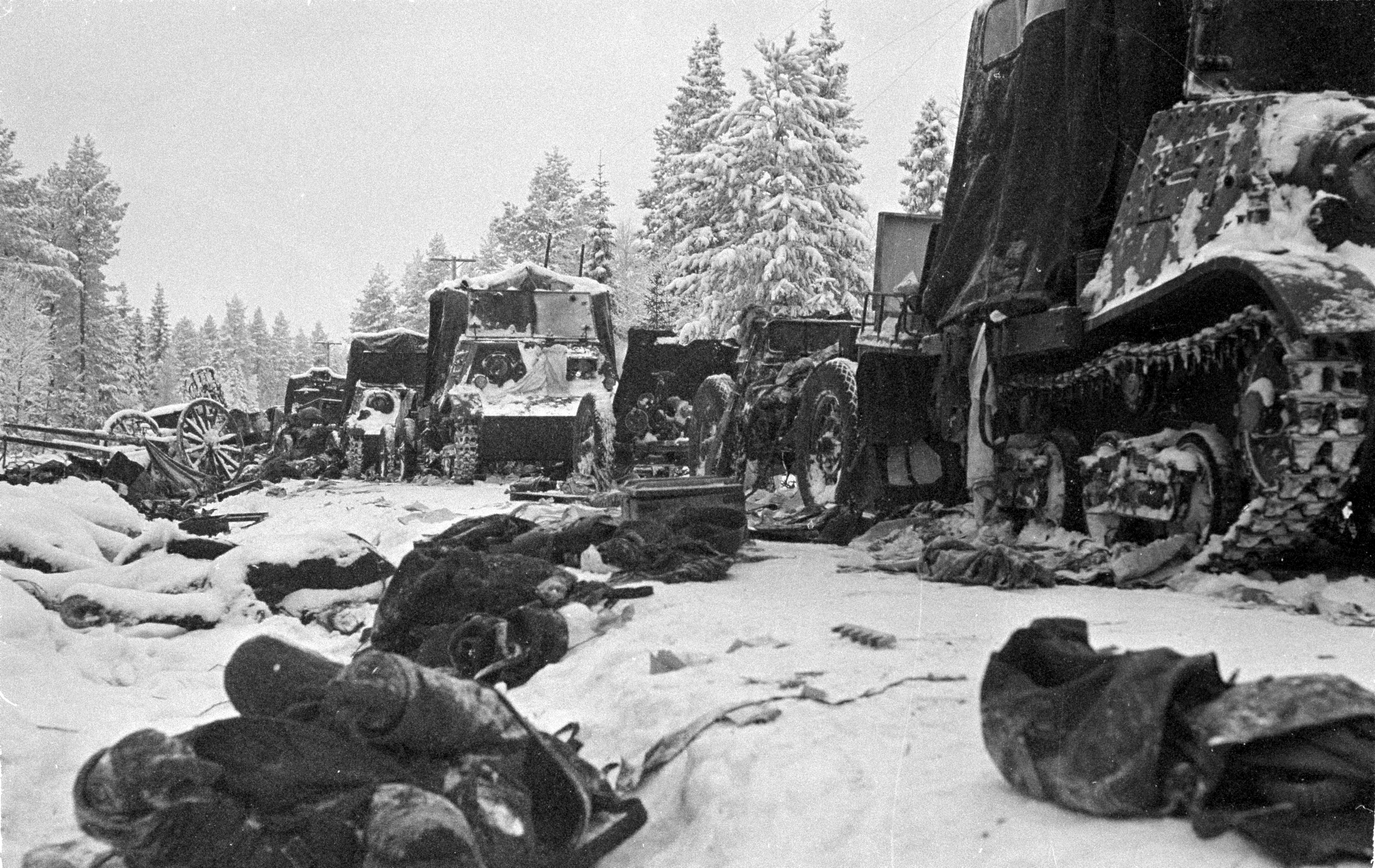
Szovjet katonák holttestei és tönkrement hadieszközök a finn háborúban

A paktum alapján Sztálin ahhoz kapott német támogatást, hogy annektálja Besszarábián kívül Észtországot, Lettországot és Lengyelországnak a Curzon-vonaltól keletre eső részét (ahol a lakosság többsége belarusz, illetve ukrán volt. Ugyancsak szabad kezet kapott a németektől Finnország ügyében. A rákövetkező szovjet–finn háború után, amelyben a finnek a vártnál sokkal hevesebb ellenállást tanúsítottak, Finnország kénytelen volt átadni bizonyos területeit a szovjeteknek, de megőrizte függetlenségét. E konfliktus idején született meg a finn oldalon a Molotov-koktél, a házilag készíthető, tankok ellen használt gyújtófegyver. A paktum értelmében Németország nem csak Lengyelország nyugati kétharmadát foglalhatta el, hanem Litvániát is, a szerződést azonban úgy módosították, hogy a Lengyelországban kapott kedvezmények fejében Litvániáról a németek a szovjetek javára lemondtak. A két diktatúra hadserege által végrehajtott megszállás végtelen szenvedést hozott a meghódított területek lakossága számára, a balti országokat pedig fél évszázadra orosz alávetettségbe taszította. Az oroszok beáramlása a három balti országba máig ható feszültségekhez vezetett.
A paktumot Németország csak 1941 júniusáig tartotta be, amikor Franciaország annektálása után kelet felé fordult, és megtámadta a Szovjetuniót. A támadás után Molotov sürgős tárgyalásokat kezdeményezett az Egyesült Királysággal és később az Egyesült Államokkal: 1941-ben személyesen is Londonba, a következő évben pedig Washingtonba utazott. 1942-ben aláírta az Angol–szovjet Szövetségi Szerződést. Megszerezte Franklin D. Roosevelt és Winston Churchill beleegyezését abba is, hogy Európában második frontot nyissanak. 1943-ban elkísérte Sztálint a teheráni konferenciára, 1945-ben pedig a jaltai és a potsdami konferenciákra. Ő képviselte a Szovjetuniót a San Franciscó-i konferencián, amelyen megalapították az Egyesült Nemzetek Szervezetét. Kemény tárgyalóként ismerték, aki körömszakadtáig védte a szovjet érdekeket.

## Pályája a második világháború után
A háború után Molotov pozíciója meggyengült. 1949-ben Andrej Januarjevics Visinszkij váltotta a külügyminiszteri székben, bár miniszterelnök-helyettes és a Politikai Bizottság tagja maradhatott. Miután meghalt Zsdanov, akit sokan Sztálin legvalószínűbb utódának tartottak ebben az időben, Sztálin és Berija újabb tisztogatásokat terveztek a régi pártvezetők közt. Az újabbkeletű vezetők, mint Malenkov és Hruscsov élvezték Sztálin bizalmát, Molotov azonban a legrégibb gárdához tartozott.
Helyzetének megrendülését világosan jelezte feleségének 1948 decemberi letartóztatása és deportálása. Az SZKP XIX. kongresszusán 1952-ben Molotovot még beválasztották a párt Elnökségébe (a régebbi Politikai Bizottság helyébe lépő testületbe), az elnökség szűkebb vezető bizottságába azonban már nem (ezt nem publikálták). Amikor Sztálin 1953 márciusában meghalt, ez valószínűleg attól mentette meg Molotovot, hogy ő is a tisztogatás áldozatává váljék.

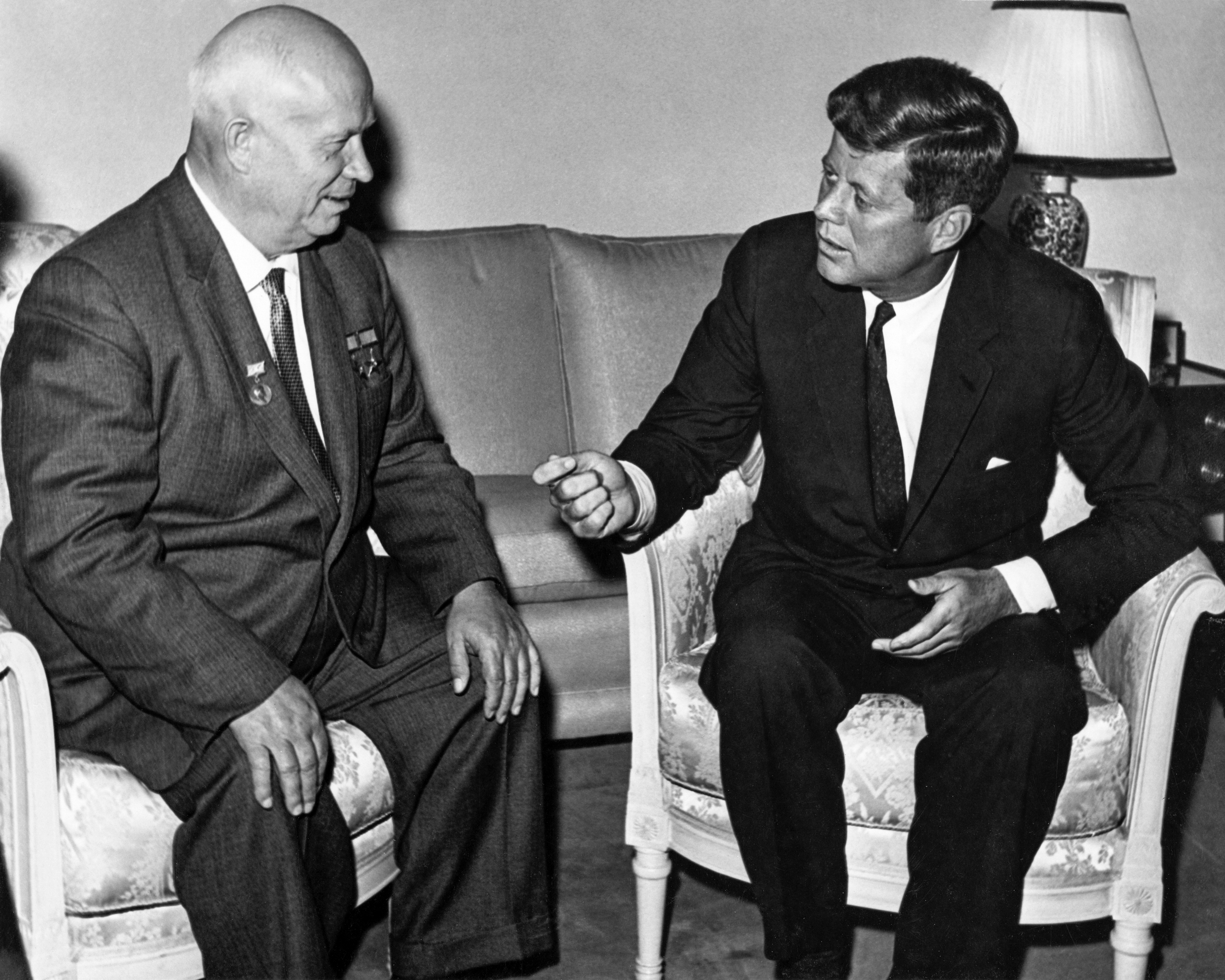
Hruscsov és John Kennedy amerikai elnök

A diktátor halála után a párt vezetése jelentősen átalakult, ami újra megerősítette Molotov helyzetét. Beriját kivégezték, Malenkov miniszterelnök, Molotov külügyminiszter lett. Hamarosan kiderült azonban, hogy az igazi erős ember Nyikita Hruscsov, az új pártfőtitkár lett. Fokozatos belföldi liberalizációt, a külpolitikában pedig enyhülést hirdetett, amit a Tito Jugoszláviájával való kibékülés jelzett. Molotov, az öreg sztálinista egyre inkább idejétmúltnak tűnt ebben az új környezetben, de még szokott csökönyösségével ő képviselte a Szovjetuniót az európai biztonsági rendszerről, a német újraegyesítésről és a lefegyverzésről szóló 1955-ös genfi konferencián.
A bukásához vezető események akkor kezdődtek, amikor a párt XX. kongresszusán Hruscsov váratlanul erőteljes támadást indított a sztálini személyi kultusz ellen. Kritizálta Sztálint az 1930-as évek tisztogatásai miatt és a háború első szakaszának a Vörös Hadseregben végrehajtott tisztogatásokat követő kudarcaiért. Mivel Molotov volt az egyetlen élő tagja Sztálin politikai vezérkarának, ráadásul a tisztogatásokban is kulcsszerepet játszott, egyértelmű volt, hogy Hruscsov kritikája előbb-utóbb Molotov bukásához is el fog vezetni. Ezt ő maga is tudta, és a Hruscsov-ellenes keményvonalas szárny vezetője lett (bár az nem tisztázott, csakugyan szerepet játszott-e Hruscsov későbbi eltávolításában).
1956 júniusában eltávolították a külügyminiszteri posztról, júliusban pedig Hruscsov Malenkovval Kaganoviccsal és Vorosilovval együtt „A pártellenes csoport” tagjaként bélyegezte meg, és a többiekkel együtt azzal vádolta, hogy vissza akarják állítani a sztálini uralmi eszközöket. Kiszavazták a pártelnökségből, sőt még a szélesebb Központi Bizottságból is, és Mongóliába „száműzték” nagykövetnek. 1960-ban mégis kinevezték a Nemzetközi Atomenergia-ügynökség szovjet küldöttének, ami részleges rehabilitációt jelentett. Az 1961-es XXII. pártkongresszuson azonban Hruscsov fokozta Sztálin-ellenes kritikáját. Molotovot minden posztjáról elmozdították, sőt még a pártból is kizárták. 1962 márciusában bejelentették, hogy Molotov visszavonult a közéletből.

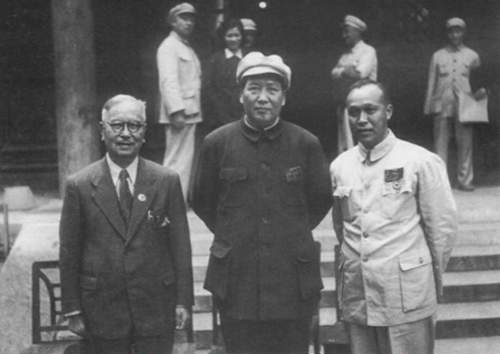
Mao Ce-tung 1949-ben (középen)

A visszavonult Molotov szemernyit sem bánt meg Sztálin alatti politikájából. Amikor Kína és a Szovjetunió közt kenyértörésre került sor, egy jelentés szerint kifejezte, hogy egyetért Mao Ce-tung kritikájával, aki revizionizmussal vádolta meg Hruscsovot. Roj Medvegyev szerint Sztálin lánya, Szvetlana Allilujeva így idézte Molotovot és feleségét: „Apád lángelme volt. Manapság nincs forradalmi szellem, csak megalkuvás mindenütt. Az egyetlen reményünk Kína. Csak ők tartják életben a forradalmi szellemet.”
Leonyid Iljics Brezsnyev párfőtitkársága idején Molotovot részlegesen rehabilitálták, és Konsztantyin Usztyinovics Csernyenko idejében, 1984-ben azt is megengedték neki, hogy visszatérjen a pártba. 1986 novemberében halt meg Moszkvában, 96 évesen, amikor már érezhető volt a Szovjetunió összeomlásának előszele. A moszkvai Novogyevicsi temetőben temették el. Feliksz Csujev már halála után adta ki a Molotovval készített interjúit. 1989 végén a szovjet parlament és Mihail Szergejevics Gorbacsov kormánya formálisan megbélyegezte a Molotov–Ribbentrop-paktumot, elismerve, hogy a balti államok és Lengyelország területeinek megszállása törvénytelen volt.

## Művei magyarul

### 1944-ig
- W. Molotov: Harc a szocializmusért, harc a békéért. A Szovjetunió kormányának a 6. szovjetkongresszuson tartott beszámolója 1931. március 8-án; Centrizdát, Moszkva, 1931
- A második orosz ötéves terv; ford. Szántó Róbert; Hungária Ny., Bp., 1932 (Munka könyvtára)
- A szovjet-német megnemtámadási egyezmény. Molotov külügyi népbiztos beszámolója a Legfelsőbb Szovjet-tanács IV. rendkívüli ülésén, 1939. aug. 31-én; 6 Órai Újság, Timişoara [Temesvár], 1939
- Molotov jegyzéke a német-fasiszta rablóhódítóknak a megszállott szovjetkörzetekben elkövetett szörnyű gaztetteiről, vadállati kegyetlenkedéseiről és a hadvezetőség felelősségéről ezekért a bűncselekményekért; Idegennyelvű Irodalmi Kiadó, Moszkva, 1942
- A hadibarátság megerősítése a Szovjetunió, Nagybritannia és az Amerikai Egyesült Államok között. Molotov elvtárs látogatása Londonban és Washingtonban. Iratok és okmányok; Idegennyelvű Irodalmi Kiadó, Moszkva, 1942
- Molotov jegyzéke békés szovjetpolgárok tömegeinek német-fasiszta rabságba való erőszakos elhurcolásáról és a felelősségről, amely ezért a bűncselekményért a német hatóságokat terheli, stb. 1943. máj. 11.; Idegennyelvű Irodalmi Kiadó, Moszkva, 1943
- A honvédelmi és külügyi népbiztosságoknak össz-szövetségi népbiztosságokból szövetséges-köztársasági népbiztosságokká való átszervezéséről; Idegennyelű Irodalmi Kiadó, Moszkva, 1944

### 1945 után
- A nagy októberi szocialista forradalom XXVIII. évfordulója; Szikra, Bp., 1945
- A nagy októberi szocialista forradalom 28. évfordulójára. V. M. Molotov beszéde a moszkvai szovjet ünnepi ülésén; Athenaeum Ny., Bp., 1945
- J. V. Sztaljin: A Szovjet politikája. Választási beszéd / V. M. Molotov: Választási beszéd / Mihail Ivanovics Kaljinin: Levél a választókhoz; Híd, Szubotica, 1946 (Korunk kérdései)
- A Szovjetunió és a nemzetközi együttműködés. Molotov az Egyesült nemzetek Szervezetének közgyűlésén tartott beszédének teljes szövege; Athenaeum Ny., Bp., 1946
- A Nagy Októberi Szocialista Forradalom 30. évfordulóján. Beszéd; Szovjet Hadsereg Sajtóosztálya, Bp., 1947
- A Nagy Októberi Szocialista Forradalom 30-ik évfordulója alkalmával tartott beszámoló a Moszkvai Szovjet ünnepi ülésén; Román Kommunista Párt, Bukarest, 1947
- A nagy októberi szocialista forradalom 31. évfordulójára. Molotov beszéde a Moszkvai Szovjet ülésén; Szikra, Bp., 1948
- Beszámoló a Moszkvai Szovjet ünnepi ülésén a Nagy Októberi Szocialista Forradalom 31. évfordulóján; RMP, Bukarest, 1948
- A harmadik ötéves terv a Szovjetunió közgazdaságának fejlesztésére. Jelentés és zárszó a Sz.K.(b)P. 18. pártgyűlésén; Országos Dokumentációs Központ, Bp., 1949 (Országos Dokumentációs központ kiadványai)
- A külpolitika kérdései. Beszédek. 1945 ápr.–1948 jún.; ford. Kerek Ernő, Völgyi Tibor; Szikra, Bp., 1949
- Molotov V. M.–Jacques Duclos–Révai József: A béke védelméről; Szikra, Bp., 1950 (Nemzetközi kérdések)
- A japán-német trockista ügynökök kártevésének, diverziójának és kémkedésének tanulságai. Beszámoló a SZKBP Központi Bizottságának 1937 február 28-i teljes ülésén; Szikra, Bp., 1950
- Beszéd Ioszif Visszárionovics Sztálin temetésének napján 1953. március 9-én a Vöröstéri gyászgyűlésen; Politikai Kiadó, Bukarest, 1953
- Nyilatkozat a berlini értekezlet eredményeiről; Politikai Kiadó, Bukarest, 1954
- Európa és a világ békéjéért. A berlini értekezlet, 1954 jan. 25–febr. 18.; Szikra, Bp., 1954 (Nemzetközi kérdések)
- A nemzetközi helyzetről és a Szovjetunió kormányának külpolitikájáról; Politikai Kiadó, Bukarest, 1955
- V. M. Molotov–N. Sz. Hruscsov: A nemzetközi helyzetről és a Szovjetunió külpolitikájáról; Szikra, Bp., 1955
- Beszéd a Szovjetunió Kommunista Pártja 20. Kongresszusán. 1956. február 18.; Politikai Kiadó, Bukarest, 1956
- Az 1943 decemberi Benes-Sztálin-Molotov megbeszélések dokumentumai; ford., sajtó alá rend. Gulyás László; JATE, Szeged, 1993 (Documenta historica)

### Angol nyelven
- Report by Shkiryatov and Abakumov to Stalin on Molotov's wife
- V.M. Molotov and the Liquidation of Socialism in the USSR
- Annotated bibliography for Vyacheslav Molotov from the Alsos Digital Library for Nuclear Issues
- The Meaning of the Soviet-German Non-Aggression Pact Molotov speech to the Supreme Soviet on Aug. 31, 1939